# Районные газеты Татарстана
Районные газеты Татарстана — газеты, выпускающиеся в сельских районах Республики Татарстан. Учредителями газет являются государственные и муниципальные организации. В газетах размещается информация о деятельности органов муниципальной власти, районные новости, литературные произведения местных авторов.
| Название                                   | Район             | Языки                         | Год основания | Прежние названия |
| ------------------------------------------ | ----------------- | ----------------------------- | ------------- | --- |
| Агрызские вести Әгерҗе хәбәрләре           | Агрызский         | русский, татарский            | 1931          | Ленинский путь/Ленин юлы (1931—1965) Путь победы/Җиңү юлы (1965—1991) |
| Маяк                                       | Азнакаевский      | русский ранее также татарский | ?             | Заря Коммуна |
| Сельская новь Авыл таңнары Ял пурнăçĕ      | Аксубаевский      | русский, татарский, чувашский | ?             | Колхозная газета/Колхоз газетасы/? |
| Актаныш таңнары                            | Актанышский       | татарский                     | 1932          | Колхоз ударнигы (1932—1961) Игенче даны (1965—1998) |
| Заря Таң                                   | Алексеевский      | русский, татарский            | 1930          | Нижне-Камский колхозник |
| Алькеевские вести Әлки хәбәрләре           | Алькеевский       | русский, татарский            | 1932          | Колхоз, алга! Коммунизм юлы/Путь коммунизма (до 1992) |
| Знамя труда                                | Альметьевский     | русский                       | 1954          | нет |
| Әлмәт таңнары                              | Альметьевский     | татарский                     | ?             | Хезмәт байрагы |
| Звезда Йолдыз                              | Апастовский       | русский, татарский            | 1932          | ? |
| Арский вестник Арча хәбәрләре              | Арский            | русский, татарский            | 1930          | Коммунизмга |
| Әтнә таңы                                  | Атнинский         | татарский                     | 1991          | нет |
| Слава труду Хезмәткә дан                   | Бавлинский        | русский, татарский            | 1930          | Сабанчы/Пахарь (1930—1955) Байрак (1955—1962) |
| Хезмәт Азьлане                             | Балтасинский      | татарский, удмуртский         | 1932          | МТС Югары унышка |
| Бөгелмә авазы                              | Бугульминский     | татарский                     | 1991          | ? |
| Бугульминская газета                       | Бугульминский     | русский                       | 1918          | ленинское знамя |
| Знамя Байрак Ялав                          | Буинский          | русский, татарский, чувашский | 1919          | нет |
| Волжская новь                              | Верхнеуслонский   | русский                       | 1933          | Приволжский колхозник (до 1962) |
| Высокогорские вести Биектау хәбәрләре      | Высокогорский     | русский, татарский            | ?             | ? |
| Туган як Тăван ен                          | Дрожжановский     | татарский, чувашский          | 1933          | Яңа юл/Çěнě çул |
| Новая Кама                                 | Елабужский        | русский                       | ?             | ? |
| Алабуга нуры                               | Елабужский        | татарский                     | ?             | ? |
| Новый Зай                                  | Заинский          | русский                       | 1935          | Красный Зай |
| Зәй офыклары                               | Заинский          | татарский                     | 1935          | Кызыл Зәй (1935—1972) Дуслык байрагы (1973—1990) |
| Зеленодольская правда                      | Зеленодольский    | русский                       | 1929          | ? |
| Яшел Үзән                                  | Зеленодольский    | татарский                     | 1995          | нет |
| Кайбицкие зори Кайбыч таңнары              | Кайбицкий         | русский, татарский            | 1933          | Колхозная бригада |
| Волжсие зори Идел таңнары                  | Камско-Устьинский | русский, татарский            | 1932          | Вперёд/Алга (1932—1938) Красное знамя/Кызыл байрак (1938—2000) |
| Трудовая слава Хезмәт даны                 | Кукморский        | русский, татарский            | 1930          | ? |
| Камская новь Кама ягы                      | Лаишевский        | русский, татарский            | 1920          | Лаишевские вести (1920—1921) Соха и молот (1921) Известия Лаишевского кантисполкома и канткома РКП(б) (1922) Сталинец (с 1934) Большевистский путь Сталинское знамя Путь победы                         |
| Лениногорские вести                        | Лениногорский     | русский                       | 1936          | Заветы Ильича (до 2009) |
| Заман сулышы                               | Лениногорский     | татарский                     | 1990          | нет |
| Вятка Нократ                               | Мамадышский       | русский, татарский            | 1918          | Наши дни Мамадыш тавышы Голос пролетариата Вестник Пролетарский труд Кызыл коч Кинэшче Колхозчы тавышы/Голос колхозника Коммунистик хезмәт очен/За коммунистический труд                                |
| Менделеевские новости Менделеев яналыклары | Менделеевский     | русский, татарский            | 1935          | ? |
| Мензеля Минзәлә                            | Мензелинский      | русский, татарский            | 1917          | Мензелинский край Известия Красные известия Кызыл әләм/Красный стяг Игенче/Пахарь Агроиндустрия комбинаты (1920—1932) Ленин байрагы/Знамя Ленина (1932—1962) Коммунизм таңы/Заря коммунизма (1962—1991) |
| Сельские огни Авыл утлары                  | Муслюмовский      | русский, татарский            | 1931          | Күмәк хуҗалык (1931—1958) Колхоз байрагы(1958—1963) |
| Нижнекамская правда                        | Нижнекамский      | русский                       | 1965          | нет |
| Туган як                                   | Нижнекамский      | татарский                     | 1990          | Ленин нурлары |
| Шешминская новь Яңа Чишмә хәбәрләре        | Новошешминский    | русский, татарский            | 1933          | Клич колхоза (1933—1958) Заря коммунизма (1958—1962) |
| Дружба Дуслык Туслăх                       | Нурлатский        | русский, татарский, чувашский | 1931          | Октябрьский колхозник Строитель коммунизма |
| Вперёд Алга                                | Пестречинский     | русский, татарский            | 1933          | За большевистский колхоз (1933—1953) По Сталинскому пути (1953—1956) Знамя победы (1956—1962) |
| Сельские горизонты Авыл офыклары           | Рыбно-Слободский  | русский, татарский            | 1938          | Путь Октября,Октябрь юлы (1938—1944, 1955—1992) Знамя победы (1944—1954) |
| Саба таңнары                               | Сабинский         | татарский                     | 1930          | Колхоз байрагы (1930—1963) Җиңү байрагы (1963—1990) |
| Сарман                                     | Сармановский      | русский, татарский            | 1931          | Комбайн Кыр стахановчысы Югары уңыш өчен Ленинчы (до 1993) |
| Новая жизнь Яна тормыш                     | Спасский          | русский, татарский            | 1917          | Крестьянин Колхозный путь Советское хозяйство (до 1963) |
| Авангард Тәтеш таңнары                     | Тетюшский         | русский, татарский            | 1918          | ? |
| Светлый путь Якты юл                       | Тукаевский        | русский, татарский            | 1976          | нет |
| Теләче                                     | Тюлячинский       | татарский                     | 1935          | Сталинчы (1935—1956) и др. |
| Наш Черемшан Безнең Чирмешән               | Черемшанский      | русский, татарский            | 1930          | ? |
| Чистопольские известия Чистай хәбәрләре    | Чистопольский     | русский, татарский            | 1918          | ? |
| Ютазинская новь Ютазы таңы                 | Ютазинский        | русский, татарский            | 1991          | нет |